# Acide thioacétique
L'acide thioacétique est un composé organique acide de formule semi-développée CH3COSH. C'est l'équivalent sulfuré de l'acide acétique (AcOH) avec un point d'ébullition (87–93 °C) plus bas. Il est peu soluble dans l'eau où il subit une hydrolyse, lente à basse température, plus rapide à haute température.
Il est utilisé en synthèse organique pour introduire le groupe thiol (–SH) dans des molécules. Dans une méthode synthétique, ce réactif est utilisé avec AIBN pour une addition nucléophile par l'intermédiaire d'un radical libre qui transforme un alcène exocyclique en un thioester:
Liquide d'un aspect huileux de couleur brun foncé, il doit être contenu dans un récipient hermétiquement clôt car il dégage des vapeurs nocives pour les voies respiratoires même à faible température. Son odeur de vinaigre extrêmement forte imprègne les vêtements et la peau même sans contact direct.